# Neomochtherus latipennis
Neomochtherus latipennis är en tvåvingeart som först beskrevs av James Stewart Hine 1909.  Neomochtherus latipennis ingår i släktet Neomochtherus och familjen rovflugor. Inga underarter finns listade i Catalogue of Life.